# Samuel Hooper

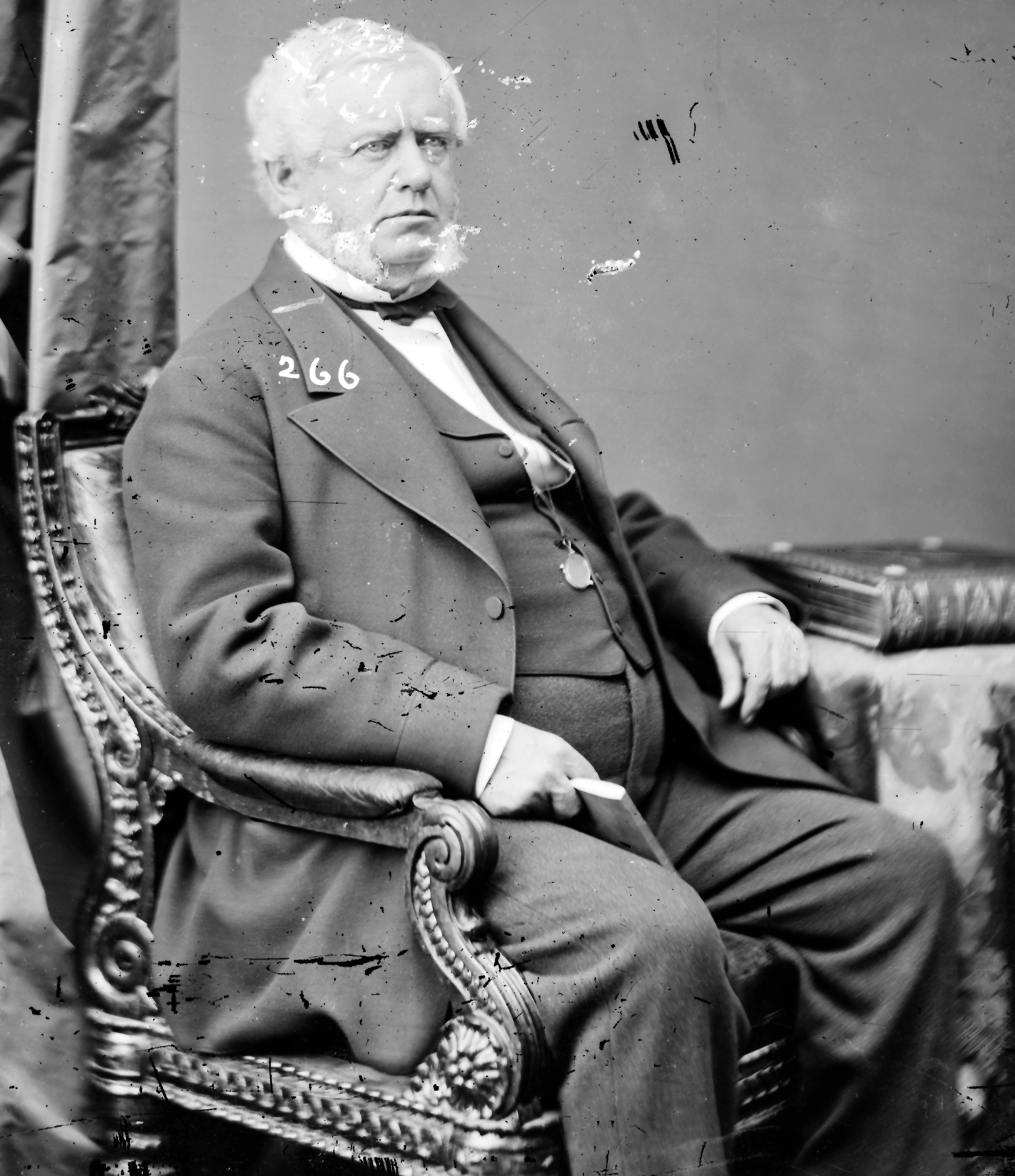
Samuel Hooper

Samuel Hooper (* 3. Februar 1808 in Marblehead, Massachusetts; † 14. Februar 1875 in Washington, D.C.) war ein US-amerikanischer Politiker. Zwischen 1861 und 1875 vertrat er den Bundesstaat Massachusetts im US-Repräsentantenhaus.

## Werdegang
Samuel Hooper besuchte die öffentlichen Schulen seiner Heimat. Danach arbeitete er bis 1832 für eine Importfirma. Dabei reiste er viel ins Ausland. Seit 1832 war er in Boston im Einfuhrhandel tätig; später stieg er auch in das Eisengeschäft ein. Gleichzeitig begann er eine politische Laufbahn. Von 1851 bis 1853 war er Abgeordneter im Repräsentantenhaus von Massachusetts. Im Jahr 1858 gehörte er dem Staatssenat an. Parteipolitisch schloss er sich der 1854 gegründeten Republikanischen Partei an.
Nach dem Rücktritt des Abgeordneten William Appleton wurde Hooper bei der fälligen Nachwahl für den fünften Sitz von Massachusetts als dessen Nachfolger in das US-Repräsentantenhaus in Washington gewählt, wo er am 2. Dezember 1861 sein neues Mandat antrat. Nach fünf Wiederwahlen konnte er bis zu seinem Tod im Kongress verbleiben. Seit 1863 vertrat er dort als Nachfolger von Alexander H. Rice den vierten Wahlbezirk seines Staates. Samuel Hooper war zwischenzeitlich Vorsitzender des Committee on Ways and Means, des Bank- und Währungsausschusses und des Committee on Coinage, Weights, and Measures. Bis 1865 wurde seine Amtszeit von den Ereignissen des Bürgerkriegs geprägt. Seit 1865 war die Arbeit des Kongresses von den Spannungen zwischen den Republikanern und Präsident Andrew Johnson überschattet, die in einem nur knapp gescheiterten Amtsenthebungsverfahren gipfelten.
Im Jahr 1874 verzichtete Hooper auf eine weitere Kandidatur. Er erlebte aber das reguläre Ende seiner letzten Amtszeit am 3. März 1875 nicht mehr, da er bereits am 14. Februar dieses Jahres starb. Er war der Schwiegervater von US-Senator Charles Sumner (1811–1874).